# Stephanothelys siberiana
Stephanothelys siberiana är en orkidéart som beskrevs av Paul Ormerod. Stephanothelys siberiana ingår i släktet Stephanothelys och familjen orkidéer. Inga underarter finns listade i Catalogue of Life.